# Loxosoma tetracheir
Loxosoma tetracheir är en bägardjursart som först beskrevs av Nielsen 1966.  Loxosoma tetracheir ingår i släktet Loxosoma och familjen Loxosomatidae. Inga underarter finns listade i Catalogue of Life.